# ルワンダの地理
本稿ではルワンダの地理について説明する。

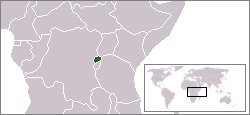
中部アフリカにおけるルワンダの場所

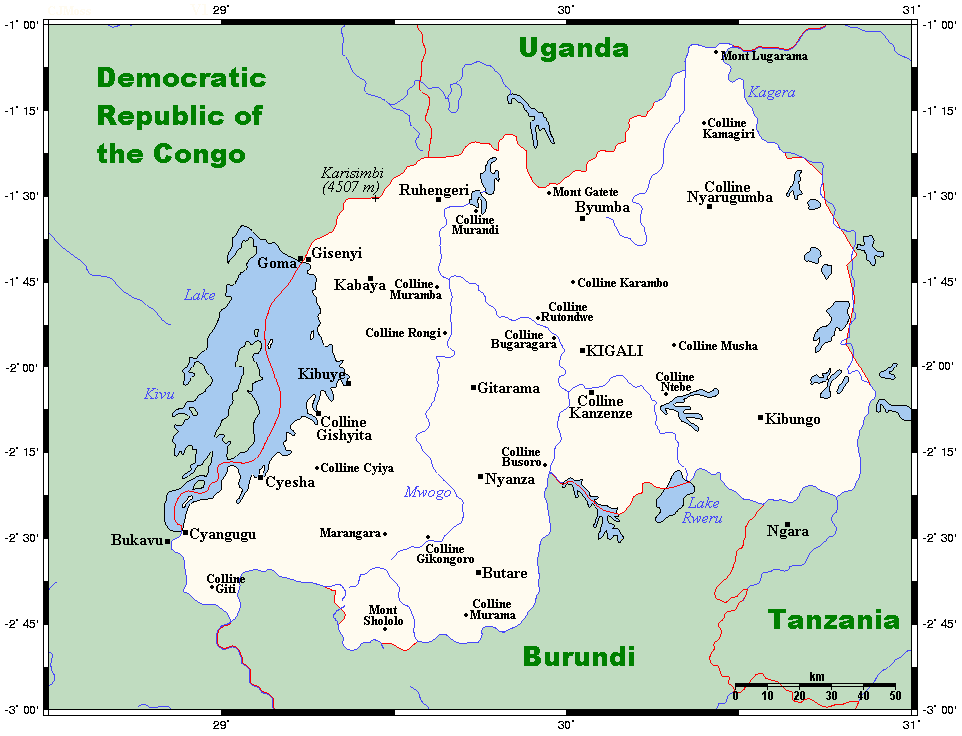
ルワンダの都市、町、および主要な村の地図

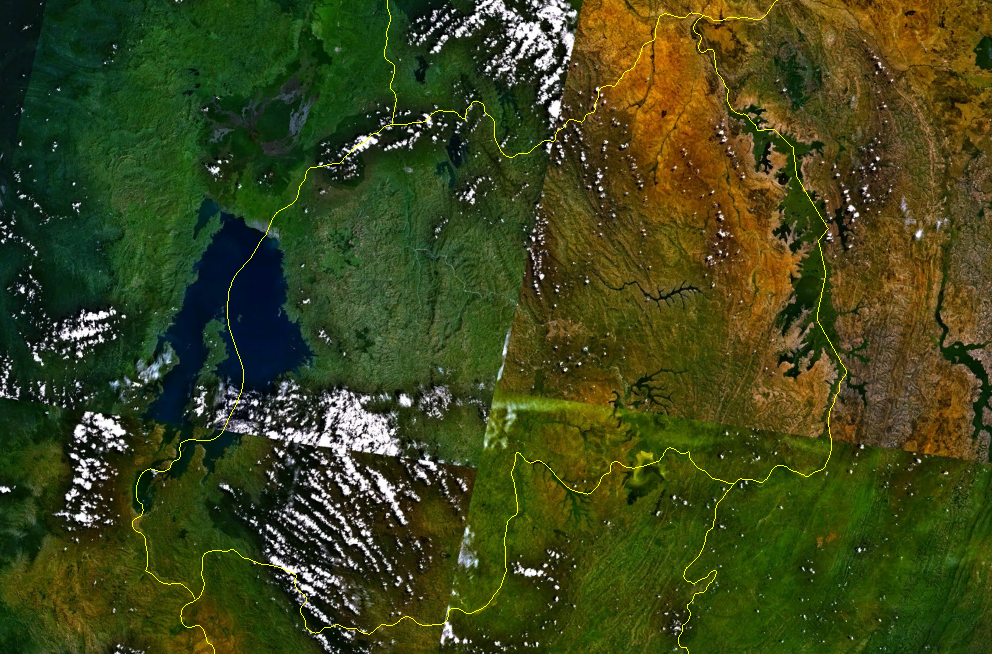
ルワンダの衛星写真

ルワンダは中部アフリカの内陸国で、コンゴ民主共和国の東側に位置し、世界第144位となる2万6338 km²の面積を擁する国家である。その国土は草原となだらかな丘陵で構成されることから"千の丘の国"と呼ばれている。

## 政治地理
国土の南部側にブルンジとの国境が290 km、西部側にコンゴ民主共和国との国境が217 km、東部側にタンザニアとの国境が217 km、北部側にウガンダとの国境が169 kmとなっている。

## 自然地理
2万6338 km²の国土を擁し、このうちの3%が水域である。

### 地形

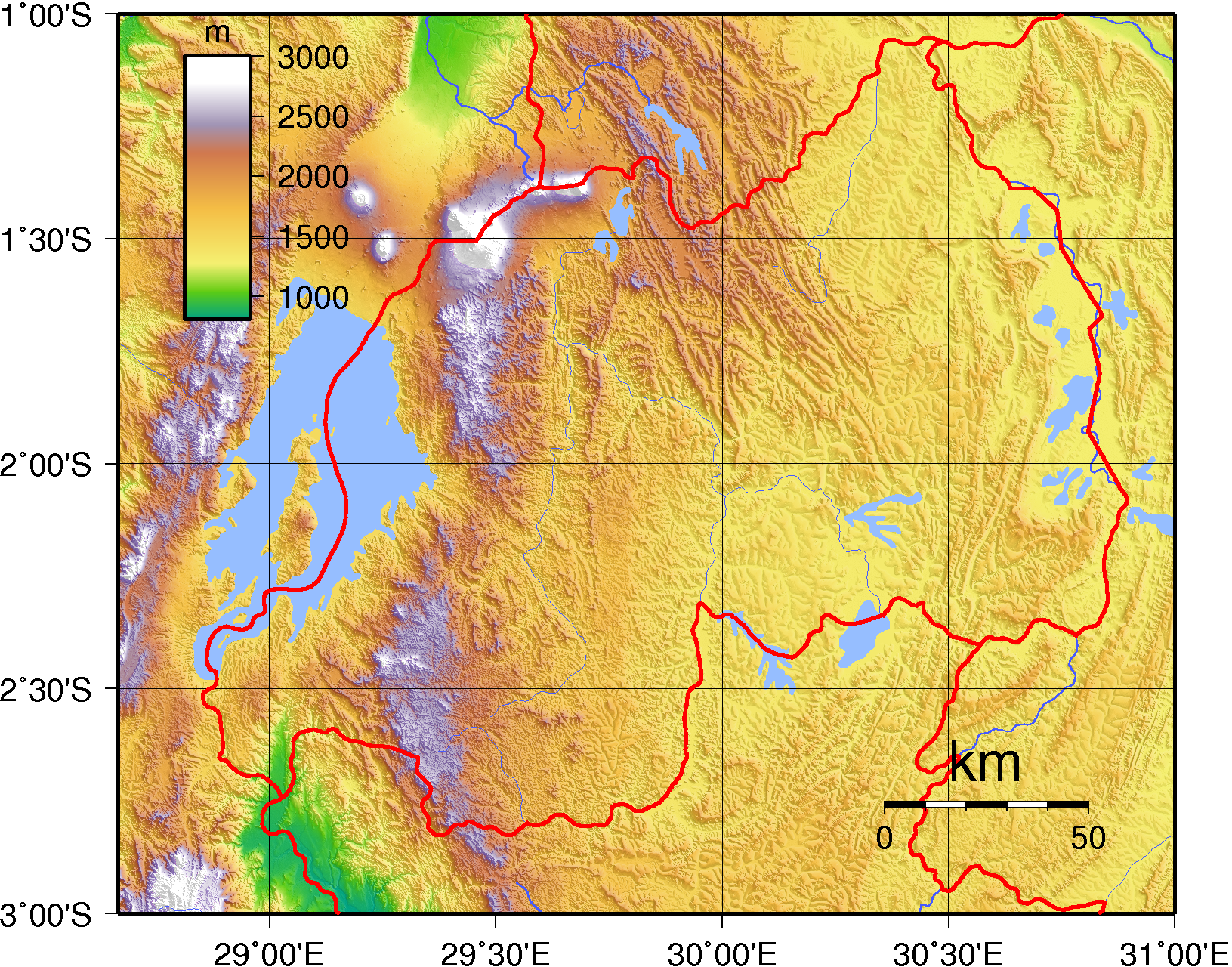
ルワンダの地形図

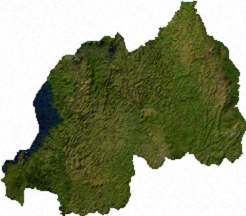
The Map Library によるルワンダの衛星写真

ルワンダは大きく分けて3つの地域、すなわち草原部となだらかな丘陵部、そして南北に渡り険しい火山が連なる山間部に分けられる。また、ルワンダ西部を南北に走る平均標高約2750メートルの山脈によりコンゴ川水系とナイル川水系を別っている。この稜線の西側斜面は、アフリカ大湖沼の1つであるキブ湖と面しているほか、キブ湖の南端から生じて南方へ走るルジジ川渓谷は、大地溝帯の一部を形成すると共にコンゴ民主共和国との国境となっている。一方、稜線の東側斜面は西側斜面と比較して傾斜が緩く、なだらかな起伏を持つ丘陵部の中腹が、タンザニア国境付近の平原、沼地、湖などからなる東部の地域まで徐々に海抜を下げながら連なっている。
なお、ルワンダで最も海抜が低いのはルジジ川の950メートルであり、一方最も海抜が高いのはカリシンビ山の4507メートルである。

### 気候

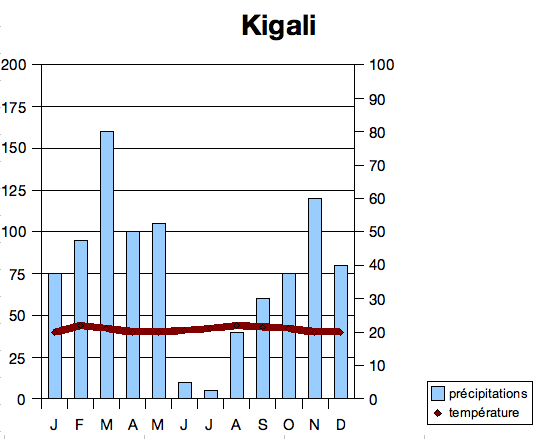
ルワンダの首都キガリの年間降水量と気温の変化

ルワンダは赤道から南に2度の位置にあるにもかかわらず、その海抜の高さから気候は温帯に属している。海抜4,800フィート (1,463 m)であるキブ湖付近の日平均気温は22.8℃である。2月-5月と9月-12月の年2回ある雨季の期間には、ほぼ連日の豪雨と晴れ間が交互に発生する。なお、年間降水量は平均800ミリメートルであるが、この降水は東部のサバナに比べて、西部と北西部の山間部でより激しいのが一般的である。

### 資源
ルワンダの主要な資源は以下である。
- 金
- 錫石
- 鉄マンガン重石
- メタン
- 水力
- コーヒー
- 茶
- 農地

ルワンダにおける土地の主要な用途は耕作であり、耕作地のうちの40 km²は灌漑地となっている。以下に2005年時のルワンダにおける土地使用の割合について表で示す。
| 区分       | 割合（%） |
| ---------- | --------- |
| 耕地       | 45.56     |
| 永年作物地 | 10.25     |
| その他     | 44.19     |

## 環境

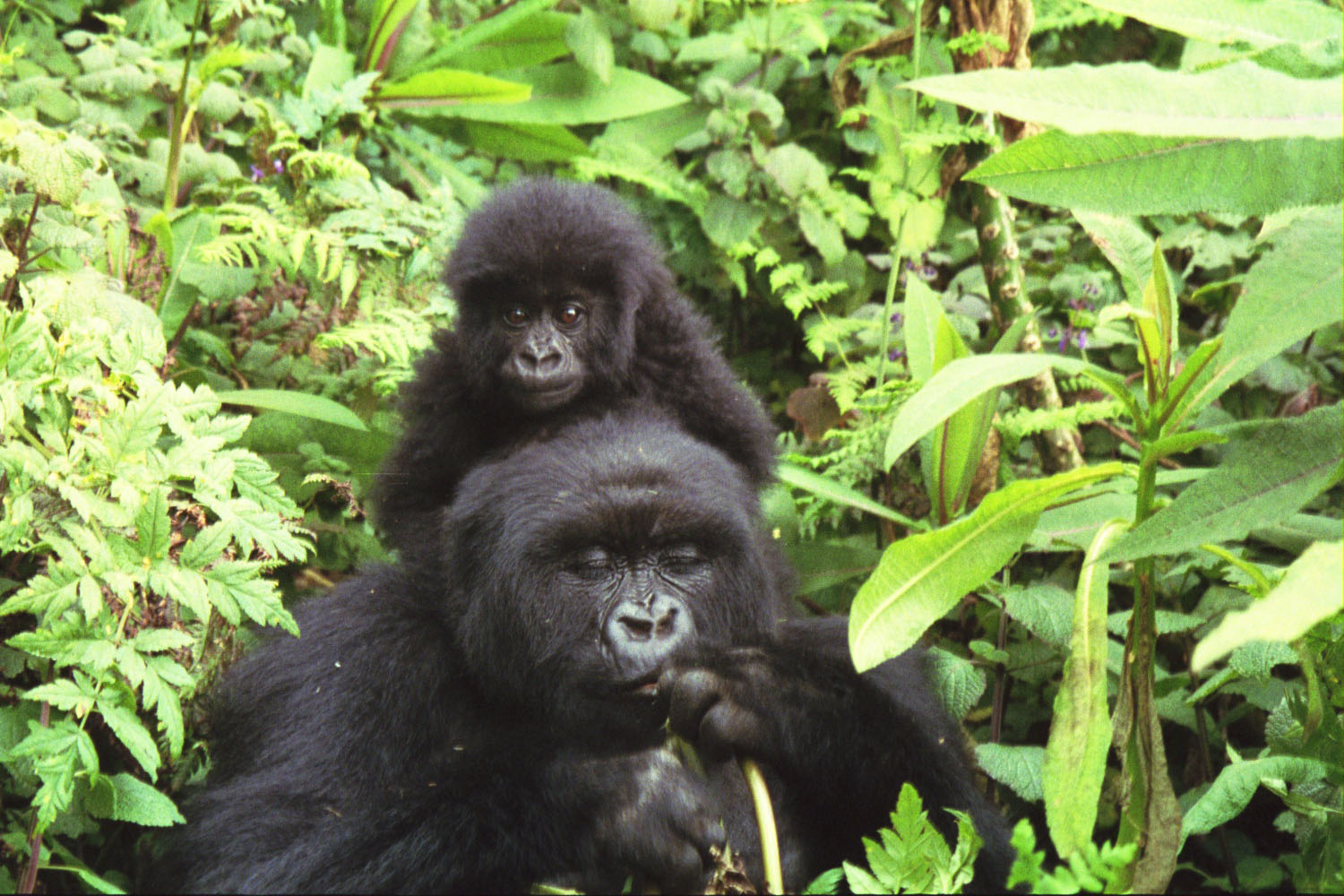
ヴィルンガ山地の火山国立公園に生息するゴリラの母子

### 自然災害
ルワンダでは近年、周期的な干ばつや、国土の北西部でコンゴ民主共和国との国境沿いに位置するヴィルンガ山地の火山活動による被害を受けている。

### 人為的問題
燃料を目的とした樹木の無秩序な伐採、過放牧による土地の荒廃、土壌疲労による作物の生産効率低下、密猟による動植物層への深刻な被害などへの対策が急務となっている。

### 国際条約
ルワンダは以下の国際条約に批准している。
- 生物多様性
- 気候変動枠組条約
- 砂漠化
- 絶滅危惧種
- 包括的核実験禁止条約
  - 海洋法に関する国際連合条約に関しては、署名を行ったが批准はしていない。

## 関連文献
- Peter Haggett, Encyclopedia of world geography vol.17, 2335 page, Marshall Cavendish, 2002
- David C. King, Cultures of the World Group 25, Rwanda, 7-18 pages, Marshall Cavendish, 2007